# Przejście graniczne Bolesław-Píšť
Przejście graniczne Bolesław-Píšť – polsko-czeskie przejście małego ruchu granicznego położone w województwie śląskim, w powiecie raciborskim, w gminie Krzyżanowice, w miejscowości Bolesław, zlikwidowane w 2007.

## Opis
Przejście Bolesław-Píšť zostało utworzone 19 lutego 1996. Czynne było w godz. 6.00–22.00 przez cały rok. Dopuszczone było przekraczanie granicy przez pieszych, rowerzystów, motorowery o pojemności skokowej silnika do 50 cm³ i transport rolniczy. Doraźnie kontrolę graniczną i celną wykonywały organy Straży Granicznej. Kontrolę graniczną i celną osób, towarów oraz środków transportu wykonywała Strażnica SG w Krzanowicach.
Do przejścia granicznego po polskiej stronie można było dojechać drogą z miejscowości Bolesław kierując się do granicy państwowej z Republiką Czeską. Po stronie czeskiej prowadziła droga lokalna z miejscowości Píšť.
21 grudnia 2007 na mocy układu z Schengen przejście graniczne zostało zlikwidowane.

### Przejście graniczne z Czechosłowacją
W okresie istnienia Czechosłowackiej Republiki Socjalistycznej funkcjonowało w tym miejscu polsko-czechosłowackie przejście graniczne małego ruchu granicznego Bolesław-Píšť – II kategorii. Zostało utworzone 13 kwietnia 1960 roku. Czynne było w okresie 15 marca–30 listopada w godz. 6.00–19.00. Dopuszczony był ruch osób i środków transportu na podstawie przepustek w związku z użytkowaniem gruntów. Odprawę graniczną i celną wykonywały organy Wojsk Ochrony Pogranicza.  Kontrolę graniczną i celną osób, towarów oraz środków transportu wykonywała Strażnica WOP Owsiszcze, następnie Strażnica WOP Krzanowice.
Formalnie przejście graniczne zostało zlikwidowane 24 maja 1985 roku.